# امیرحسین کارگر
امیرحسین کارگر (زادهٔ ۲۲ نوامبر ۱۹۹۸) بازیکن فوتبال اهل ایران است که در پست دفاع راست برای باشگاه فوتبال گل گهر سیرجان در لیگ برتر خلیج فارس بازی می‌کند.

## افتخارات
لیگ برتر خلیج فارس : ۲۰۱۹-۲۰۲۰ نایب قهرمانی

## آمار حرفه ای
| عملکرد    | عملکرد  | عملکرد   | لیگ      | لیگ      | جام      | جام      | قاره‌ای | قاره‌ای | مجموع | مجموع |
| فصل       | باشگاه  | لیگ      | بازی     | گل       | بازی     | گل       | بازی   | گل     | بازی  | گل    |
| ایران     | ایران   | ایران    | لیگ برتر | لیگ برتر | جام حذفی | جام حذفی | آسیا   | آسیا   | مجموع | مجموع |
| --------- | ------- | -------- | -------- | -------- | -------- | -------- | ------ | ------ | ----- | ----- |
| ۲۰۱۹-۲۰۲۰ | استقلال | لیگ برتر | ۱        | ۰        | ۰        | ۰        | ۰      | ۰      | ۱     | ۰     |
| مجموع     | مجموع   | مجموع    | ۱        | ۰        | ۰        | ۰        | ۰      | ۰      | ۱     | ۰     |